# 常在庵
36°08′21.5″N 120°28′13″E / 36.139306°N 120.47028°E
常在庵，又称“张村庙”，是位于中国山东省青岛市崂山区中韩街道张村社区的一处道教随山派道观，初创于明代，清代重修，现为崂山区文物保护单位。

## 历史
常在庵创建于明代天启年间，为退官隐士张常在所建，最初为崂山太清宫之脚庙，后仅剩三间侧房。清代康熙四十四年（1705年），住持道人温高恒重修常在庵，并添买山场地亩数十亩，共有自置庙产百余亩。
常在庵与附近村民曾有持续多年的庙产土地之争。据《太清宫志》载，民国十五年（1926年），郑张村地保王凤柱借住持王旅会年老，哄骗代理庙产约五十三亩，并将地契隐匿。民国二十一年（1932年），王凤柱复与王绍秘、王绍显结党强行干预庙事，被太清宫住持葛友生等呈控。另据《张村志》记载，民国二十一年，张村区长张怀清、村长王瑞珩、街长王吉钊、王溱和上呈青岛市政府，称常在庵庙地百亩、山岚四处，约值伍万六千大洋，为公共管理财产，公众决议抽出庙产三分之二，创办乡村师范。而郑张村长王绍矩、街长王文贞认为庙产应为私产，不能变卖。常在庵住持则为郑张作证，共同诉讼张怀清等人欲变卖庙产私分。此一系列事件后经市政府介入解决。《太清宫志》载“蒙市长沈公判决，王凤柱等即将地约交回庙，嗣后永不许村民俗人干预庙事”。《张村小学碑记》载“秉承市府召集闾邻，晓以大义，扩其同情，双方均愿罢讼”。另据《李村乡区建设纪要》，起先由李村乡区建设办事处于1932年8月召集村民、道士调解未果，后由市长沈鸿烈召见双方予以决断，决定由常在庵捐助3500元，其中1500元用于建设李村中学，2000元用于新建张村小学校舍，不足款项以该村地亩抽捐600元补充，常在庵庙产以后不准村民干涉。后来道士企图拖延捐款，经李村乡区建设办事处多次催促，道士称无款可捐，申请捐出庙产19亩，以地代款。但据查，常在庵准备捐出的庙产均为薄田，仅值2500余元。《张村小学碑记》载，最终由常在庵捐助庙产21亩，变价2800元，其中1200元捐为李村中学建筑费用，其余1600元为张村小学建筑费用，村民筹资1700余元，其余由市政府补助，在常在庵旁建成张村小学新校舍。
1959年，常在庵有道士2人，道姑1人。1965年2月16日，崂山县人民委员会决定将崂山19座有僧道人员的庙宇改造使用，常在庵从此划归张村小学使用。2008年12月3日，常在庵列入第四批崂山区文物保护单位。2013年，常在庵与张村小学旧址改由张村幼儿园使用至今。

## 建筑
常在庵紧邻张村小学旧址西侧，现仅存正殿三间，单檐硬山顶，前出廊，西侧存一偏殿为洞宾庙。